# Grundek
Grundek (deutsch Grundeck) ist ein zum Ortsteil Dolní Povelice (Nieder Paulowitz) gehöriger Wohnplatz der Gemeinde Bohušov (Füllstein) in Tschechien. Er liegt zehn Kilometer nordöstlich von Město Albrechtice (Olbersdorf) und gehört zum Okres Bruntál.

## Geographie
Die Ansiedlung liegt linksseitig des Baches Povelický potok am Rande der Zlatohorská vrchovina (Zuckmanteler Bergland) in der Jindřichovská pahorkatina (Hennersdorfer Hügelland). Südöstlich erhebt sich der Na Vrchu (291 m. n.m.), im Westen der Červený vrch (307 m. n.m.) und nordwestlich der V Pekle (318 m. n.m.). Südwestlich verläuft die Schmalspurbahn Třemešná ve Slezsku–Osoblaha.
Nachbarorte sind Nová Ves (Neudörfel) und Karlov (Karlsdorf) im Norden, Dolní Povelice, Kampelička (Kampeldörfel), Dubský Mlýn (Eichmühle) und Ostrá Hora (Schärfenberg) im Nordosten, Koberno (Kawarn) im Osten, Antonínov (Antonsberg), Hrozová (Grosse) und Ves Rudoltice (Dorf Roßwald) im Südosten, Amalín (Amalienfeld) im Süden, Nové Povelice (Neu Paulowitz) und Horní Povelice (Ober Paulowitz) im Südwesten, Liptaň (Liebenthal) im Westen sowie Pitárné (Pittarn), Dívčí Hrad (Maidelberg) und Sádek (Zottig) im Nordwesten.

## Geschichte
Die erste Erwähnung des zum bischöflichen Lehngut Unter Paulowitz gehörigen Vorwerks Grundek erfolgte 1668. Ab 1713 wurde der Hof als Grundeck bezeichnet. Nach 1767 vereinigte Albert Joseph von Hoditz das Lehngut Unter Paulowitz mit weiteren Familiengütern zur Herrschaft Roßwald. Nach dem Konkurs und Tod des Gutsbesitzers Albert Joseph von Hoditz wurde die 1778 an das Bistum Olmütz heimgefallene und überschuldete mährische Lehnsherrschaft Roßwald unter landesherrliche Verwaltung gestellt. Ab 1780 amtierte der neu ernannte Oberdirektor der mährisch-schlesischen Staatsgüter, Hofrat Anton Kaschnitz zu Weinberg, als Zwangsverwalter der Herrschaft Roßwald. Er ließ bis 1784 im Zuge der Raabisation sechs abgelegene Meierhöfe aufheben und parzellieren. Die Kolonie Grundeck wurde auf den Fluren des 1779 aufgelassenen Vorwerks gegründet. Aus den Verkaufserlösen von der Gründung von sieben Kolonien konnte Kaschnitz die Herrschaft sanieren und 1790 wieder an Erzbischof Anton Theodor von Colloredo übergeben, der sie 1791 an Carl Czeike von Badenfeld verkaufte.
Im Jahre 1835 bestand die Kolonie Grundeck aus zwölf Häusern mit 97 deutschsprachigen und katholischen Einwohnern, die vom Tagelohn lebten. Pfarr- und Schulort war Füllstein. Das Dorf war Teil der großen mährischen Enklave Hotzenplotz. Bis zur Mitte des 19. Jahrhunderts gehörte Grundeck zur Lehnsherrschaft Roßwald.
Nach der Aufhebung der Patrimonialherrschaften bildete Grundeck / Gruntek ab 1849 einen Ortsteil der Gemeinde Nieder Paulowitz im Gerichtsbezirk Hotzenplotz. Ab 1869 gehörte Grundeck / Grundek zum Bezirk Jägerndorf. Zu dieser Zeit hatte die Kolonie 73 Einwohner und bestand aus zwölf Häusern. Im Jahre 1900 lebten in Grundeck 60 Personen, 1910 waren es 56. Nach dem Ende des Ersten Weltkrieges 1918 wurde Grundeck Teil der neugegründeten Tschechoslowakei. Beim Zensus von 1921 lebten in den 14 Häusern der Kolonie 52 Deutsche. Im Jahre 1930 bestand Grundeck aus 15 Häusern und hatte 49 Einwohner. Nach dem Münchner Abkommen wurde die Kolonie im Herbst 1938 dem Deutschen Reich zugesprochen und gehörte bis 1945 zum Landkreis Jägerndorf. Nach dem Ende des Zweiten Weltkrieges wurde Grundek 1945 wieder Teil der Tschechoslowakei. Die deutschsprachige Bevölkerung wurde 1946 fast vollständig vertrieben. Im Jahre 1950 lebten in den neun Häusern von Grundek nur noch 18 Personen. Im Jahre 1961 wurde die Kolonie zusammen mit Dolní Povelice in den Okres Bruntál umgegliedert. Der Ortsteil Grundek wurde zum 1. Januar 1971 aufgehoben. 1976 erfolgte die Eingemeindung nach Bohušov.

## Ortsgliederung
Grundek gehört zum Ortsteil Dolní Povelice und auch ist Teil des gleichnamigen Katastralbezirks.

## Sehenswürdigkeiten
- Zwei Wegkreuze